# Formiguer emmascarat
El formiguer emmascarat (Myrmoderus loricatus) és una espècie d'ocell de la família dels tamnofílids (Thamnophilidae) que habita el sotabosc de la selva pluvial del sud-est del Brasil.